# 니시무카이정
니시무카이정(西向町)은 와카야마현 히가시무로군에 있던 정이다. 현재의 구시모토정 북쪽끝에 해당한다.

## 역사
- 1889년 4월 1일 - 정촌제 시행에 의해 3개 촌의 구역을 가지고 니시무카이촌이 성립하였다.
- 1935년 6월 1일 - 정으로 승격해 니시무카이정이 되었다.
- 1956년 3월 30일 - 다하라촌, 고사정과 합병해 고사정이 성립하여, 동일 니시무카이정은 폐지되었다.

## 교통

### 철도
- 일본국유철도
  - 기세이 본선

### 도로
- 국도 제170호선 (현 국도 제42호선)

## 참고문헌
- 角川日本地名大辞典 30 和歌山県